# André Möllestam
André Möllestam, efter giftermål Molimenti, född 14 maj 1991, är en svensk före detta fotbollsspelare (försvarare).

## Karriär
Möllestam har spelat för Malmö FF, Lunds BK, Brommapojkarna och italienska Lecce på juniornivå. Under sin seniorkarriär har han tidigare spelat för Brommapojkarna och italienska Lumezzane. Han blev i mars 2012 klar för division 3-klubben FC Höllviken. Under säsongen 2013 tog han ett uppehåll från fotbollen. 
I mars 2014 skrev han på ett ettårskontrakt med Kristianstads FF. Möllestam lämnade klubben efter säsongen.